# Taterillus
Taterillus és un gènere de rosegadors de la família dels múrids. Conté una desena curta d'espècies, totes oriündes d'Àfrica. Els representants d'aquest grup tenen la cua llarga i les orelles grosses. Tenen una llargada de cap a gropa de 10–14 cm, la cua de 14-17,5 cm i un pes d'aproximadament 50 g. El seu hàbitat principal són les sabanes seques amb matolls. S'alimenten de llavors i insectes.